# "Soo voer gesongen, soo na gepepen"
"Soo voer gesongen, soo na gepepen" is een schilderij van de Hollandse kunstschilder Jan Steen, olieverf op linnen, 133,7 × 162,5 centimeter groot, gemaakt circa 1668–1670. Het is een typerend voorbeeld van wat later zou heten een "huishouden van Jan Steen". Het werk bevindt zich in de collectie van het Mauritshuis te Den Haag.

## Context
Steen beeldde vaak spreekwoorden af in zijn schilderij, waarbij onduidelijk is of hij de moraal dan wel de humor de boventoon liet voeren. In dit werk beeldt hij het spreekwoord "Soo voer gesongen, soo na gepepen" uit, dat zoveel betekent als: slecht voorbeeld doet slecht volgen. Het staat te lezen op de bladtekst die de grootmoeder voor zich heeft. De volledige tekst luidt: "Liet / Soo voer gesongen soo / na gepepen dat is al lang / g[e]bleken ick sing u vo[or] /so[o] volcht ons na[er] / van een tot hon[derd] jaar".
Steen beeldt hetzelfde gezelschap nogmaals uit op Het vrolijke huisgezin uit 1668, dat een uitbeelding is van het verwante spreekwoord: "Soo D'Oude Songen, Soo Pypen De Jonge" (zo de ouden zongen, zo piepen de jongen). De figuren op het schilderij zijn daar net een paar jaar ouder. Ook in twee andere van Steens werken uit dezelfde periode wordt het thema herhaald. Een ervan is eveneens in het bezit van het Mauritshuis. Een andere, sterk overeenkomstig de hier besproken versie, maar zonder zelfportret, is in het bezit van het Musée Fabre te Montpellier.

## Afbeelding
Steen nam voor het hier besproken schilderij zijn eigen gezin als model, in drie generaties. Hij schildert het met veel zelfspot. De schaterende pijproker rechtsachter is een zelfportret. De vrouw linksvoor, met het decolleté, is zijn echtgenote Grietje van Goyen. In de kinderen is hun eigen kroost te herkennen. Het werk is exemplarisch voor wat later zou heten "een huishouden van Jan Steen". Een drukke, enigszins ordeloze bedoening. Klaarblijkelijk wordt de doop van het jongste kind gevierd, afgaand op de kraamherenmuts van de grootvader. Traditioneel zou de vader deze moeten dragen, maar het past in de heersende sfeer van een omgekeerde wereld. Alle aanwezigen lijken in een schalkse bui. Steen leert een van zijn zonen pijproken, terwijl het meisje aandachtig toekijkt wat gebeurt, waarschijnlijk verwachtend dat hij gaat hoesten. De wulpse vrouw laat zich nog maar eens inschenken. Haar onzedige houding wordt symbolisch weerspiegeld in de doedelzak, die toentertijd gold als het instrument van zotten en wellustigen. Deze "blaaspijp" verwijst ook naar het "napijpen" door de kinderen, net als de tabakspijp en de papegaai.
Steen toont in dit werk tevens aan een buitengewoon vaardig schilder te zijn die heel goed verschillende materialen wist te suggereren, zoals de aardewerken kan links op de vloer, de lila rok en de parelende wijn.

## Galerij

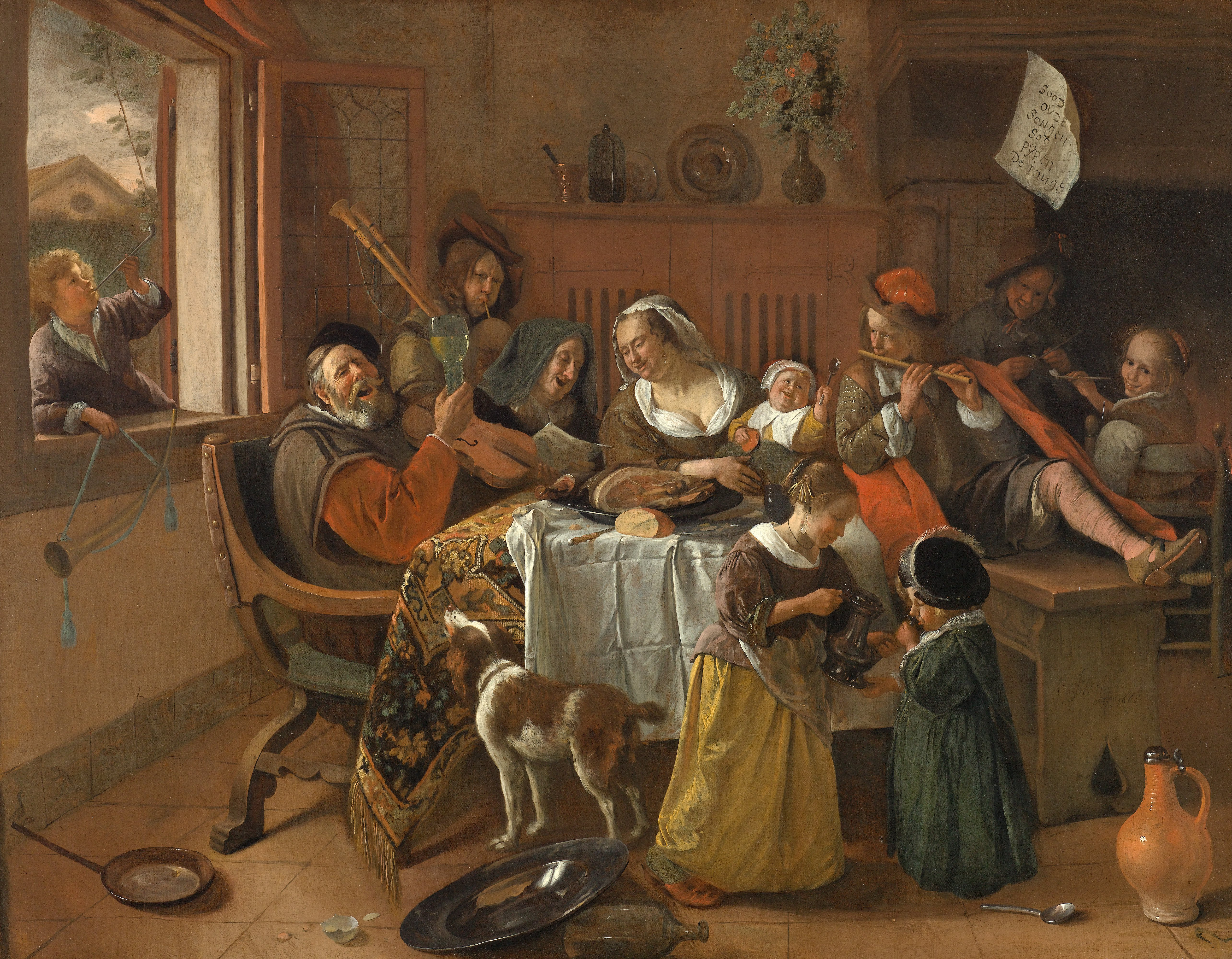
Het vrolijke huisgezin, 1668, Rijksmuseum Amsterdam
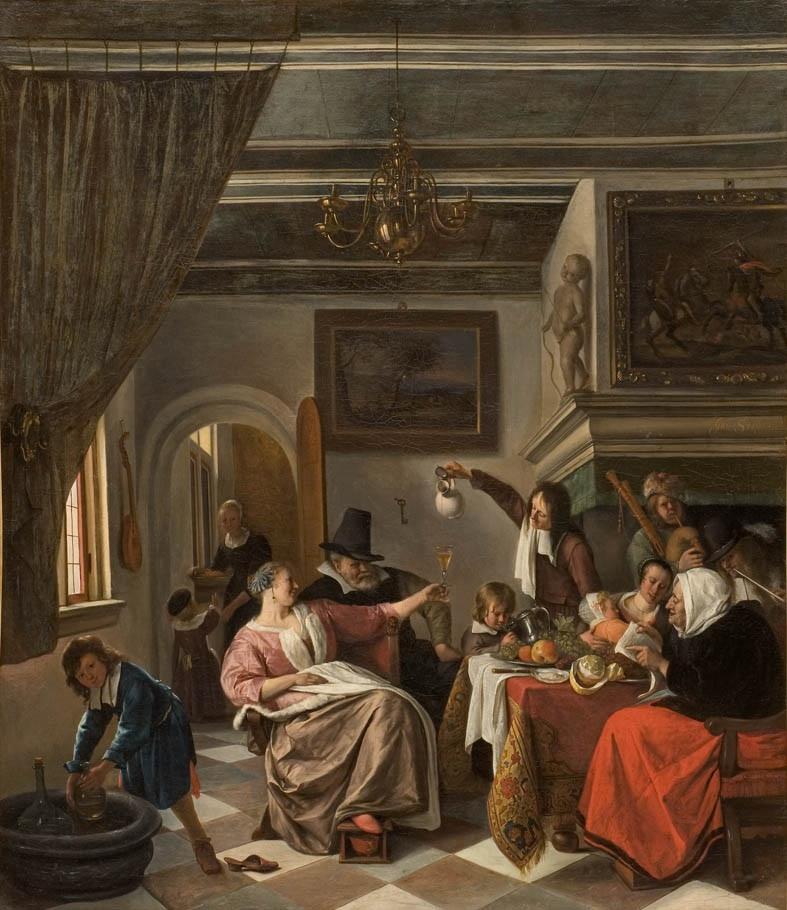
Zoals de oude zongen, circa 1665, Musée Fabre
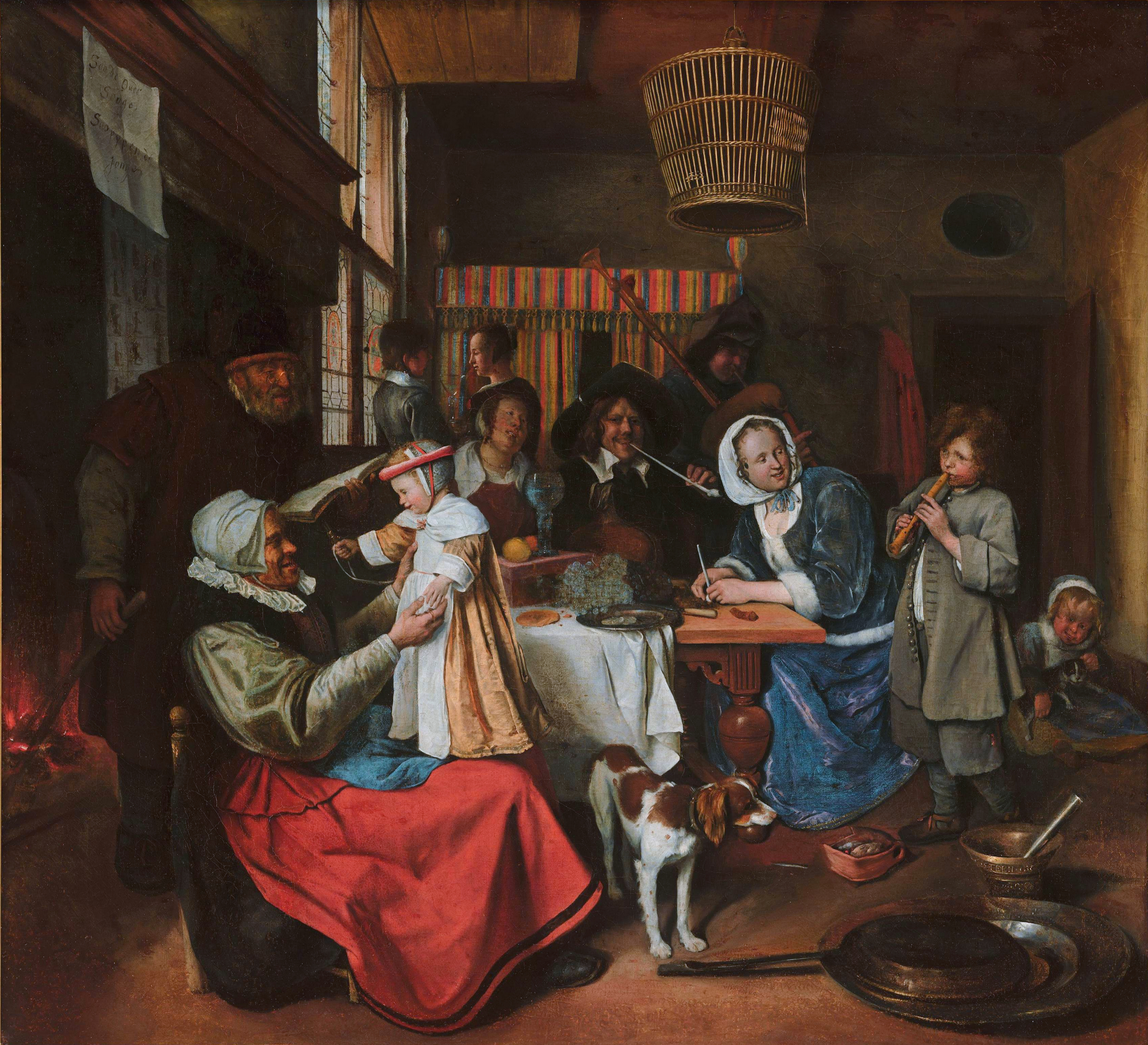
Zoals de oude zongen, 1663-1665, tweede versie in het Mauritshuis